# Elsa Nyholm
Elsa Cecilia Nyholm (geborene Tufvesson; * 1911 in Nordanå; † 2002) war eine schwedische Botanikerin, insbesondere Bryologin und Forscherin an der Universität Lund und dem Schwedischen Museum für Naturgeschichte. Ihr offizielles botanisches Autorenkürzel lautet „Nyholm“.

## Leben
Elsa Nyholm wurde auf einer Farm in Nordanå, im ländlichen Schonen in Südschweden geboren. Trotz ihres starken Interesses an Naturgeschichte durfte sie das Gymnasium nicht besuchen. Stattdessen besuchte sie Handarbeits- und Haushaltskurse und entwickelte nebenbei ihr Interesse an der Natur. Im Jahr 1932 bekam sie eine Anstellung als Museumsassistentin am botanischen Museum der Universität Lund. Sie spezialisierte sich auf die Bryologie und entwickelte eine Übersicht über die Moosflora Nordeuropas. Obwohl sie keinen formellen akademischen Grad besaß, fand sie Unterstützung beim Schwedischen Naturhistorischen Museum in Stockholm und erhielt von 1954 bis 1964 Forschungsgelder für die Arbeit. Von 1964 bis zu ihrer Pensionierung war sie die Chefkuratorin des Moosherbariums im Schwedischen Museum für Naturkunde.
Elsa Nyholms Name ist vor allem mit ihren zwei großen Werken zur Moosflora verbunden, der Illustrated Moss Flora of Fennoscandia und der Illustrated Flora of Nordic Mosses. Sie hatte eine dauerhafte und fruchtbare Zusammenarbeit mit dem britischen Bryologen Alan Crundwell.
Die Moosgattung Nyholmiella (Orthotrichaceae) wurde zu ihren Ehren benannt.

## Ausgewählte wissenschaftliche Werke
- A study on Campylium hispidulum and related species. Transactions of the British Bryological Society 4 (1962): 194–200. Crundwell AC, Nyholm E.
- A revision of Weissia, subgenus Astomum. I. The European species. Journal of Bryology 7 (1972): 7–19. Crundwell AC, Nyholm E.
- Illustrated Moss Flora of Fennoscandia. II. Musci. Fasc. 1 (1954)
- Illustrated Moss Flora of Fennoscandia. II. Musci. Fasc. 2 (1956)
- Illustrated Moss Flora of Fennoscandia. II. Musci. Fasc. 3 (1958)
- Illustrated Moss Flora of Fennoscandia. II. Musci. Fasc. 4 (1960)
- Illustrated Moss Flora of Fennoscandia. II. Musci. Fasc. 5 (1965)
- Illustrated Moss Flora of Fennoscandia. II. Musci. Fasc. 6 (1969)
- Studies in the genus Atrichum P. Beauv. A short survey of the genus and the species. Lindbergia 1 (1971): 1–33.
- Illustrated Flora of Nordic Mosses. Fasc. I. Fissidentaceae–Seligeriaceae (1987)
- Illustrated Flora of Nordic Mosses. Fasc. 2. Pottiaceae–Sphlachnaceae–Schistostegaceae (1991)
- Illustrated Flora of Nordic Mosses. Fasc. 3. Bryaceae–Rhodobryaceae–Mniaceae–Cinclidiaceae–Plagiomniaceae (1993)
- Illustrated Flora of Nordic Mosses. Fasc. 4. Aulacomniaceae–Meesiaceae–Catoscopiaceae–Bartramiaceae–Timmiaceae–Encalyptaceae–Grimmiaceae–Ptychomitriaceae–Hedwigiaceae–Ortotrichaceae (1998)